# Distretti dell'Austria
Il territorio dell'Austria è diviso in 79 distretti politici (Politische Bezirke). Esistono, inoltre, 15 città statutarie (Statutarstädte) che non fanno parte di alcun distretto e in cui le funzioni del medesimo sono svolte dall'amministrazione cittadina; di solito, però, queste città sono anche capoluogo del distretto che comprende il territorio circostante. Vienna, che è al contempo stato federato (Land) e città statutaria (Statutarstadt), è suddivisa in distretti, con organi e funzioni diverse.

Mappa dell'Austria suddivisa nei 79 distretti; in buio le 15 città statutarie.

## Funzioni
I distretti dell'Austria sono simili ai Landkreise (circondari) della Germania. In ogni distretto è istituito un ufficio, detto Bezirkshauptmannschaft, al quale è preposto il Bezirkshauptmann, incaricato dell'applicazione delle leggi federali e statali. Il Bezirkshauptmann è nominato dal governo dello stato federato (Landesregierung) e posto alle dipendenze di questo, per l'applicazione delle leggi statali, e del Landeshauptmann (il capo del governo dello stato federato) per l'applicazione delle leggi federali.

## Distretti politici
| Distretto              | Sede amministrativa        | Stato         |
| ---------------------- | -------------------------- | ------------- |
| Amstetten              | Amstetten                  | Bassa Austria |
| Baden                  | Baden                      | Bassa Austria |
| Bludenz                | Bludenz                    | Vorarlberg    |
| Braunau                | Braunau am Inn             | Alta Austria  |
| Bregenz                | Bregenz                    | Vorarlberg    |
| Bruck an der Leitha    | Bruck an der Leitha        | Bassa Austria |
| Bruck-Mürzzuschlag     | Bruck an der Mur           | Stiria        |
| Deutschlandsberg       | Deutschlandsberg           | Stiria        |
| Dornbirn               | Dornbirn                   | Vorarlberg    |
| Eferding               | Eferding                   | Alta Austria  |
| Eisenstadt-Umgebung    | Eisenstadt                 | Burgenland    |
| Feldkirch              | Feldkirch                  | Vorarlberg    |
| Feldkirchen            | Feldkirchen in Kärnten     | Carinzia      |
| Freistadt              | Freistadt                  | Alta Austria  |
| Gänserndorf            | Gänserndorf                | Bassa Austria |
| Gmünd                  | Gmünd                      | Bassa Austria |
| Gmunden                | Gmunden                    | Alta Austria  |
| Graz-Umgebung          | Graz                       | Stiria        |
| Grieskirchen           | Grieskirchen               | Alta Austria  |
| Güssing                | Güssing                    | Burgenland    |
| Hallein                | Hallein                    | Salisburghese |
| Hartberg-Fürstenfeld   | Hartberg                   | Stiria        |
| Hermagor               | Hermagor-Pressegger See    | Carinzia      |
| Hollabrunn             | Hollabrunn                 | Bassa Austria |
| Horn                   | Horn                       | Bassa Austria |
| Imst                   | Imst                       | Tirolo        |
| Innsbruck-Land         | Innsbruck                  | Tirolo        |
| Jennersdorf            | Jennersdorf                | Burgenland    |
| Kirchdorf              | Kirchdorf an der Krems     | Alta Austria  |
| Kitzbühel              | Kitzbühel                  | Tirolo        |
| Klagenfurt-Land        | Klagenfurt am Wörthersee   | Carinzia      |
| Korneuburg             | Korneuburg                 | Bassa Austria |
| Krems                  | Krems an der Donau         | Bassa Austria |
| Kufstein               | Kufstein                   | Tirolo        |
| Landeck                | Landeck                    | Tirolo        |
| Leibnitz               | Leibnitz                   | Stiria        |
| Leoben                 | Leoben                     | Stiria        |
| Lienz                  | Lienz                      | Tirolo        |
| Liezen                 | Liezen                     | Stiria        |
| Lilienfeld             | Lilienfeld                 | Bassa Austria |
| Linz-Land              | Linz                       | Alta Austria  |
| Mattersburg            | Mattersburg                | Burgenland    |
| Melk                   | Melk                       | Bassa Austria |
| Mistelbach             | Mistelbach                 | Bassa Austria |
| Mödling                | Mödling                    | Bassa Austria |
| Murau                  | Murau                      | Stiria        |
| Murtal                 | Judenburg                  | Stiria        |
| Neunkirchen            | Neunkirchen                | Bassa Austria |
| Neusiedl am See        | Neusiedl am See            | Burgenland    |
| Oberpullendorf         | Oberpullendorf             | Burgenland    |
| Oberwart               | Oberwart                   | Burgenland    |
| Perg                   | Perg                       | Alta Austria  |
| Reutte                 | Reutte                     | Tirolo        |
| Ried                   | Ried im Innkreis           | Alta Austria  |
| Rohrbach               | Rohrbach in Oberösterreich | Alta Austria  |
| Salzburg-Umgebung      | Seekirchen am Wallersee    | Salisburghese |
| Sankt Johann im Pongau | Sankt Johann im Pongau     | Salisburghese |
| Sankt Pölten           | Sankt Pölten               | Bassa Austria |
| Sankt Veit an der Glan | Sankt Veit an der Glan     | Carinzia      |
| Schärding              | Schärding                  | Alta Austria  |
| Scheibbs               | Scheibbs                   | Bassa Austria |
| Schwaz                 | Schwaz                     | Tirolo        |
| Spittal an der Drau    | Spittal an der Drau        | Carinzia      |
| Steyr-Land             | Steyr                      | Alta Austria  |
| Südoststeiermark       | Feldbach                   | Stiria        |
| Tamsweg                | Tamsweg                    | Salisburghese |
| Tulln                  | Tulln an der Donau         | Bassa Austria |
| Urfahr-Umgebung        | Linz                       | Alta Austria  |
| Villach-Land           | Villaco                    | Carinzia      |
| Vöcklabruck            | Vöcklabruck                | Alta Austria  |
| Völkermarkt            | Völkermarkt                | Carinzia      |
| Voitsberg              | Voitsberg                  | Stiria        |
| Waidhofen an der Thaya | Waidhofen an der Thaya     | Bassa Austria |
| Weiz                   | Weiz                       | Stiria        |
| Wels-Land              | Wels                       | Alta Austria  |
| Wiener Neustadt        | Wiener Neustadt            | Bassa Austria |
| Wolfsberg              | Wolfsberg                  | Carinzia      |
| Zell am See            | Zell am See                | Salisburghese |
| Zwettl                 | Zwettl-Niederösterreich    | Bassa Austria |

## Città statutarie
| Città                    | Sigla Automobilistica | Abitanti (2017) | Stato         |
| ------------------------ | --------------------- | --------------- | ------------- |
| Eisenstadt               | E                     | 14.339          | Burgenland    |
| Graz                     | G                     | 283.869         | Stiria        |
| Innsbruck                | I                     | 132.236         | Tirolo        |
| Klagenfurt am Wörthersee | K                     | 99.790          | Carinzia      |
| Krems an der Donau       | KS                    | 24.627          | Bassa Austria |
| Linz                     | L                     | 203.012         | Alta Austria  |
| Rust                     | E                     | 1.900           | Burgenland    |
| Salisburgo               | S                     | 152.367         | Salisburghese |
| Sankt Pölten             | P                     | 54.213          | Bassa Austria |
| Steyr                    | SR                    | 38.324          | Alta Austria  |
| Vienna                   | W                     | 1.867.582       | Vienna        |
| Villaco                  | VI                    | 61.662          | Carinzia      |
| Waidhofen an der Ybbs    | WY                    | 11.393          | Bassa Austria |
| Wels                     | WE                    | 60.739          | Alta Austria  |
| Wiener Neustadt          | WN                    | 44.461          | Bassa Austria |